# Chiesa di Sant'Antimo (Nazzano)
La chiesa di Sant'Antimo è un edificio religioso situato a Nazzano, nella città metropolitana di Roma Capitale, nel Lazio.
La chiesa è dipendente dalla parrocchia di Santa Maria Consolatrice di Nazzano e appartiene alla diocesi di Civita Castellana, nella provincia di Viterbo. È dedicata a Sant'Antimo di Roma, prete e martire romano di difficile identificazione, martirizzato nel secolo IV.
Eretta probabilmente sui resti di un tempio romano, è documentata dalla metà del secolo X e conserva nell'abside affreschi attribuiti ad Antoniazzo Romano.

## Storia

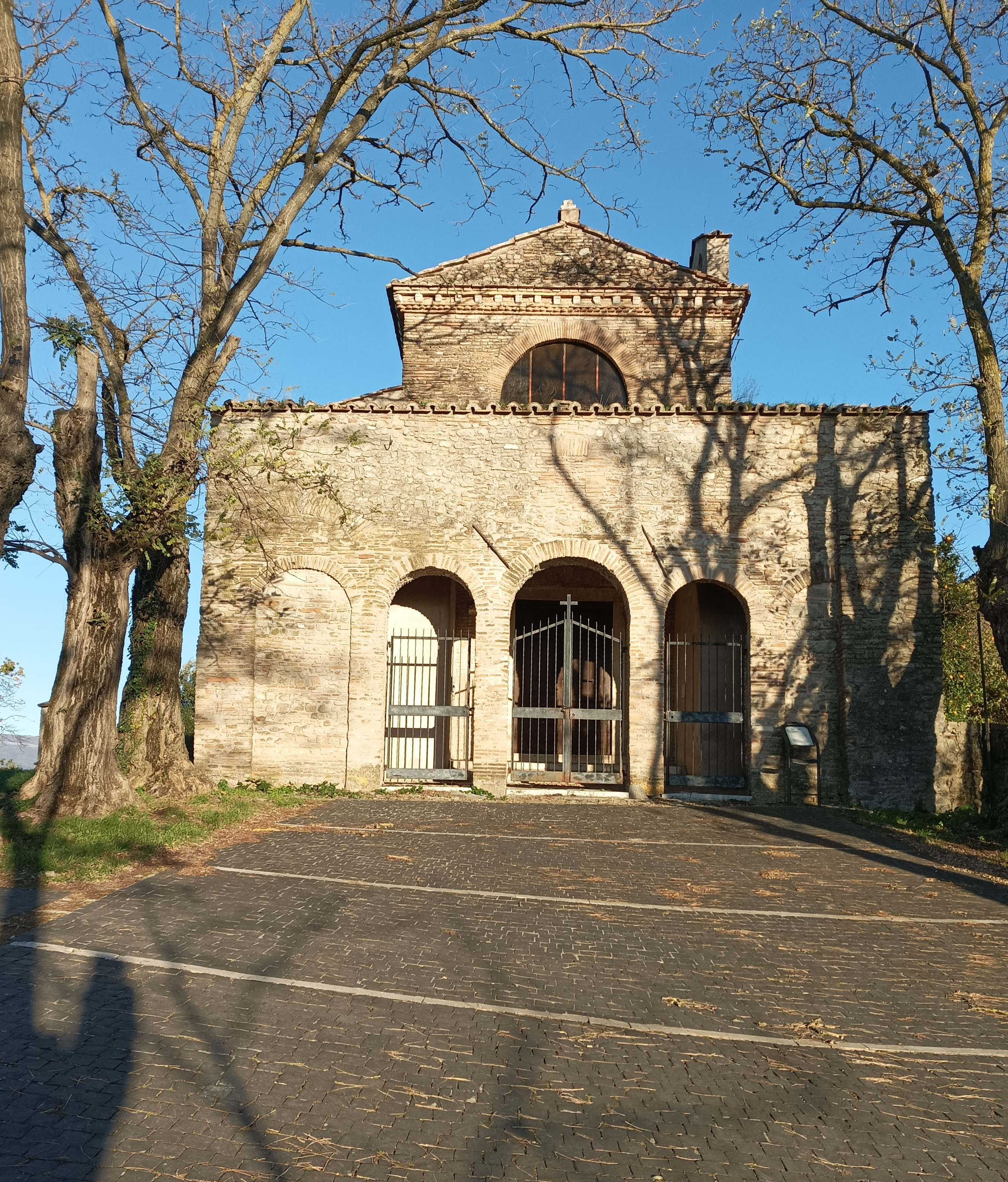
Facciata della chiesa di Sant'Antimo

La chiesa di Nazzano è l'unica sopravvissuta delle molte dedicate a Sant'Antimo in Sabina, dove il suo culto è antico e fu assai diffuso nel medioevo (Antimo visse e fu martirizzato nel IV secolo d.C. a Cures Sabinorum, oggi Passo Corese, sulla via Salaria). A Nazzano, la chiesa di Sant'Antimo è l'edificio di culto più antico e ha subito nel tempo diversi interventi e rimaneggiamenti. Eretta nel secolo X, forse sulle rovine di un antico tempio romano dedicato al dio Silvano, in cima all'altura detta del Sacro Monte (o Monte Sacro), situato subito prima del paese e già insediamento protostorico, la chiesa fu rinnovata fra il secolo XII e il XIII ad opera di maestranze romane di scuola cosmatesca, le cui opere restano visibili soprattutto nel pavimento e nella schola cantorum. Sotto il pontificato di Innocenzo III (1198-1216) fu trasformata in parrocchia (e chiesa parrocchiale è stata fino al 1488, sotto il pontificato di Innocenzo VIII). Dopo alcuni ampliamenti registrati alla fine del secolo XIV, a partire dal XVI l'edificio subì ampi lavori di rifacimento, con la demolizione almeno parziale dell'originario impianto liturgico medievale (come avvenne in quel periodo in moltissime chiese) e la realizzazione di sette nuove cappelle con rispettivi altari.
Danneggiata da un terremoto, la chiesa è stata restaurata e consolidata, sia negli interni sia negli esterni, fra il 1918 e il 1922: in quell'occasione è stata ripristinata la pianta originale a croce latina con 3 navate e abbattute le cappelle cinque-secentesche, portando l'edificio all'odierna configurazione. Nel 1966, in osservanza alle nuove disposizioni liturgiche del Concilio Vaticano II, sono stati collocati nel presbiterio un nuovo altare maggiore e un ambone sul lato destro. Altri lavori di restauro sono stati curati dalla locale confraternita di Sant'Antimo, risalente al secolo XIV, che ha la custodia della chiesa e che nel 2012 ha promosso il restauro conservativo del portone ligneo d'ingresso.
Nel complesso, si può ritenere, con Nicola Severino e con i medievisti Pietro Toesca e Peter Cornelius Claussen, «che l'assetto interno della chiesa, nei suoi elementi medievali, si sia mantenuto nel suo stato originale».

## Descrizione

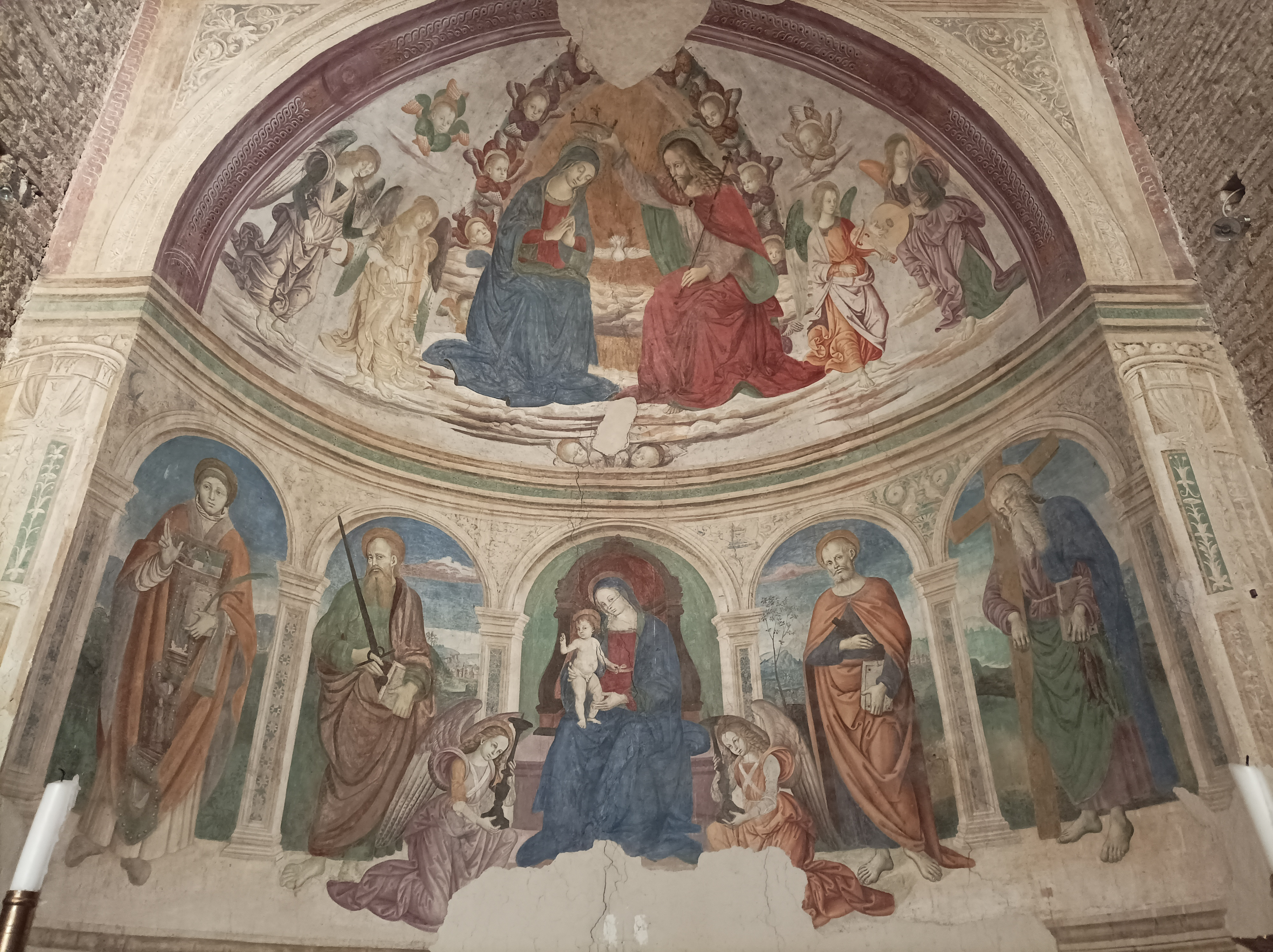
Gli affreschi dell'abside

L'accesso tradizionale alla chiesa avviene percorrendo l'erta via Sant'Antimo, costituita in parte da una scalinata, che parte dal centro del paese e conduce in cima all'altura, nello spazio piano che i locali chiamano Il Casaletto. L'impianto originario della chiesa è orientato ad ovest. L'edificio è così descritto sinteticamente da Severino: «Essa è abbastanza piccola rispetto alle grandi basiliche romane, ma rispetta in tutto l’architettura romanica del XII secolo: a tre navate ed abside semicircolare extra-perimetro, un presbiterio, un pavimento cosmatesco e una Schola cantorum con un ambone in marmo sulla sinistra. Come nella tradizione romanica, la facciata è preceduta da un portico originariamente a colonne sostituite oggi con pilastri». 
La facciata principale dell'edificio è caratterizzata da una portico con cinque archi a tutto sesto (i due agli estremi sono tamponati). Il portone d'ingresso è sormontato da una grande apertura semicircolare, al di sopra della quale vi è il timpano. La copertura è a doppio spiovente su aula, con falde uniche sulle navate laterali e sull'abside. Capriate e travi sono in legno di castagno, pianelle in cotto, tegole e coppi alla romana. Il campanile, in tufo e mattoncini di cotto, è del tipo a vela e ospita una campana di bronzo.
All'interno, le tre navate sono separate da due file di cinque arcate simmetricamente sostenute da tre colonne e da un pilastro. Le colonne (tutte in granito, tranne una in marmo greco), i capitelli ionici e le basi sono di recupero da monumenti romani. La schola cantorum, del secolo XII, presenta una recinzione marmorea in marmo bianco (anch'essa costituita da reperti di riuso preesistenti, prelevati da templi pagani circostanti) e un ambone semplice con scala a gomito. Il pavimento dell'aula è parte in listelli di cotto disposti a spina di pesce, parte policromo a tasselli, in stile cosmatesco, con frammenti di marmi antichi. Il tabernacolo è posto in fondo alla navata sinistra. Sulla destra è custodita la statua di Sant'Antimo, restaurata nel 1966 su commissione della Soprintendenza. Gli affreschi che rivestono interamente l'abside sono attribuiti ad Antoniazzo Romano (1430 circa-1508); essi raffigurano in alto L'Annunciazione con Dio Padre benedicente, al centro L'incoronazione della Vergine e in basso la Madonna col Bambino tra due angeli e San Pietro, San Paolo, Sant'Andrea e Sant'Antimo. Altri affreschi molto scoloriti, anteriori al secolo XIV e probabilmente reperti dell'antica decorazione della chiesa, si osservano sul fondo della navata sinistra: rappresentano un santo in vesti orientali, forse Sant'Antimo, ed eventi pertinenti al suo martirio.

## Festività
Antimo di Roma è ricordato nel Martirologio romano il giorno 11 maggio, e dal 10 al 12 maggio di ogni anno si festeggia Sant'Antimo a Nazzano, con riti e celebrazioni varie che attestano la devozione profonda che la comunità locale tributa al proprio patrono. Una processione, percorrendo l'intero abitato del paese, trasferisce la statua del santo, con la sua reliquia (l'ulna) e lo stendardo, dalla chiesa a lui dedicata fino alla chiesa parrocchiale al centro del paese; la terza domenica di ottobre la statua viene poi ricollocata nella sua chiesa extra moenia.

## Galleria d'immagini

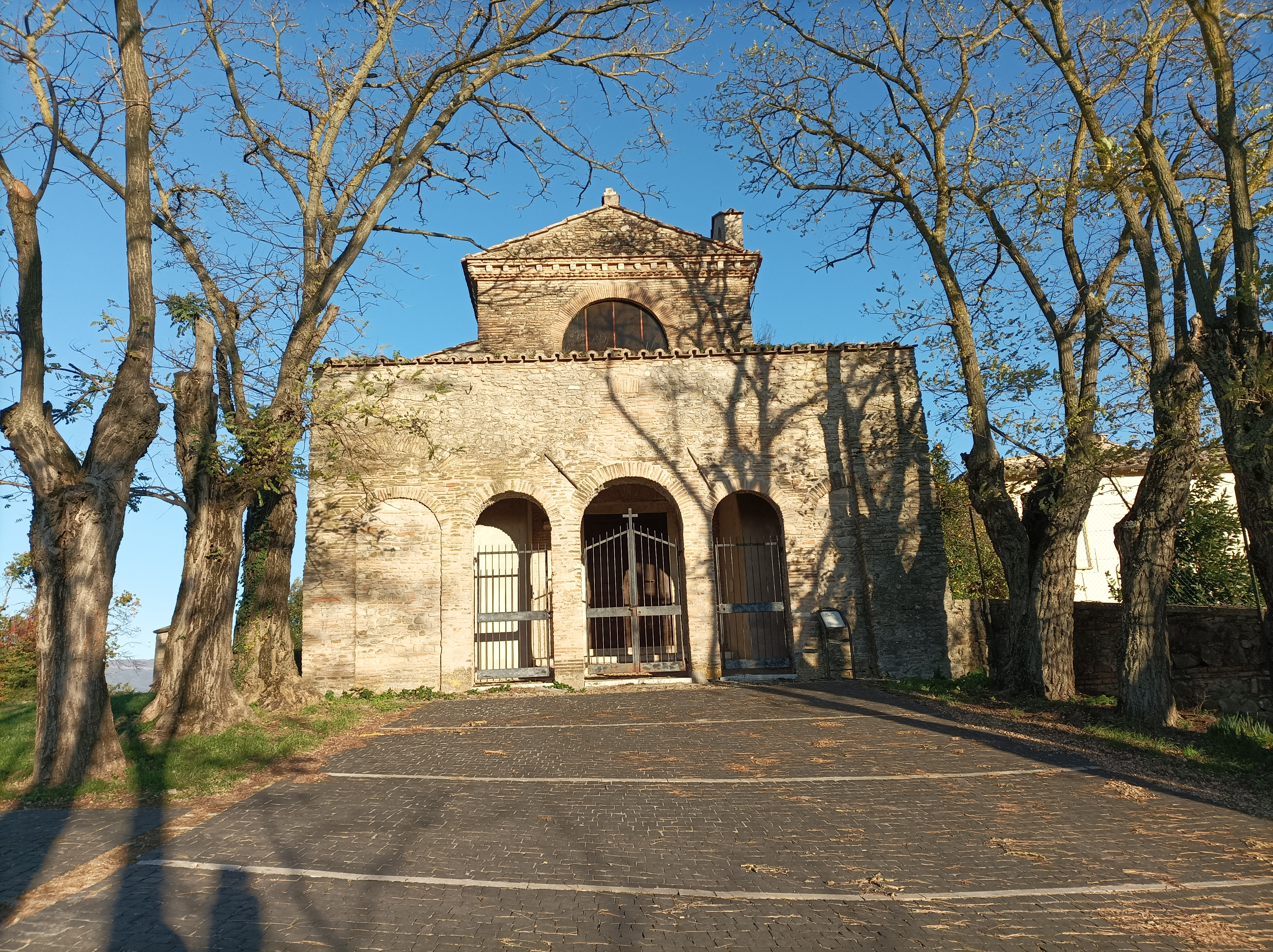
La facciata
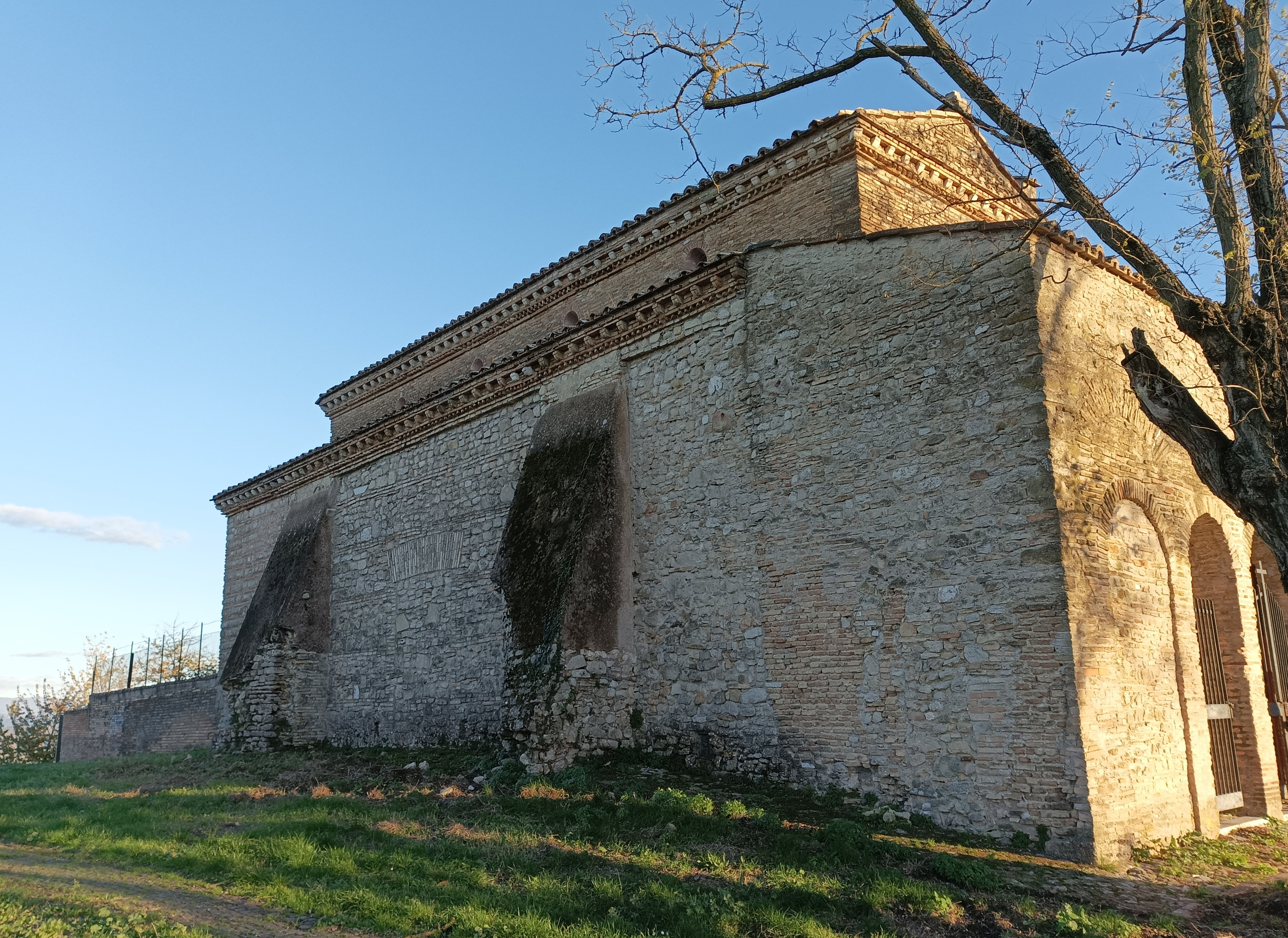
Vista laterale
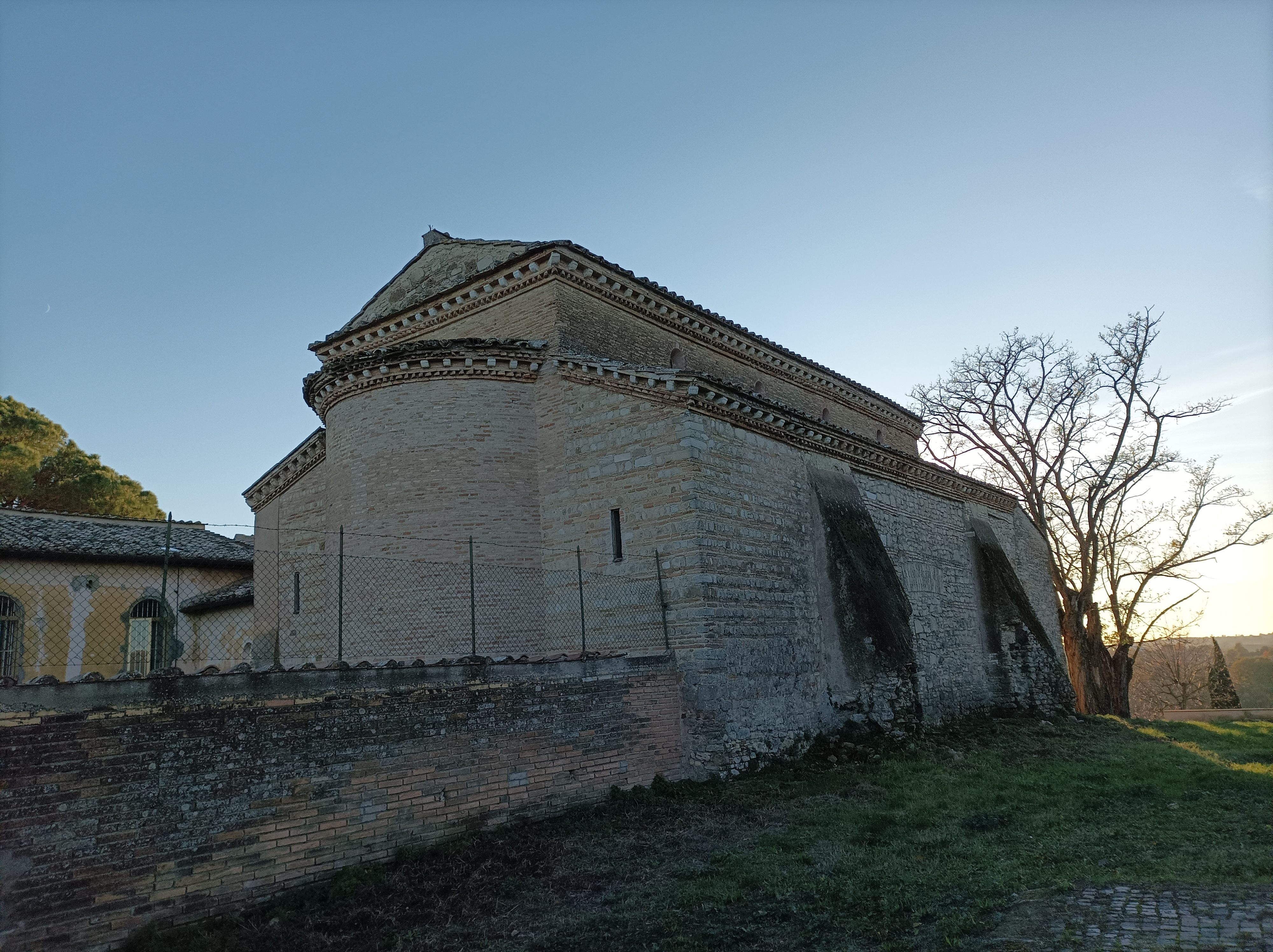
Il retro
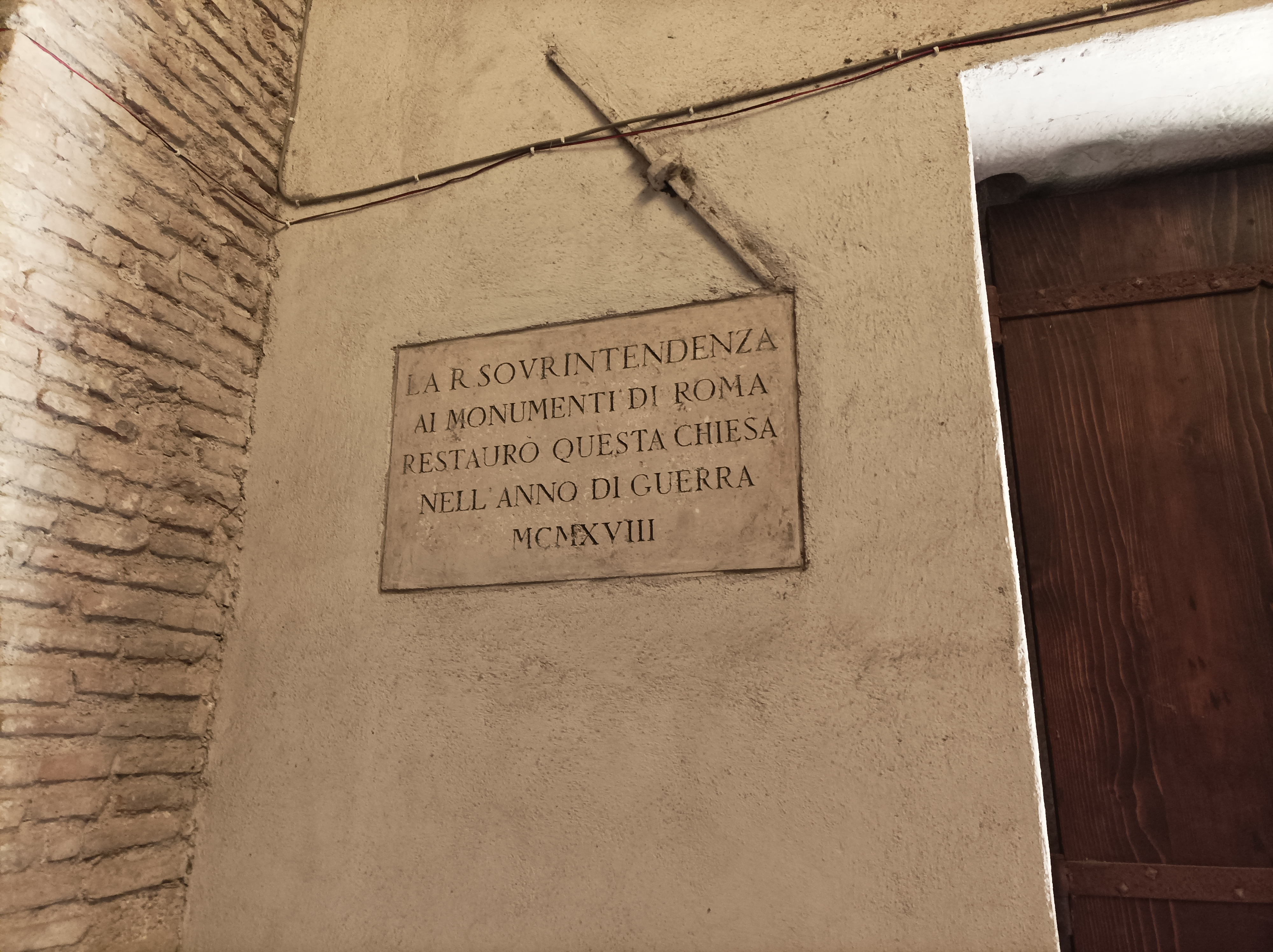
Targa del restauro del 1918
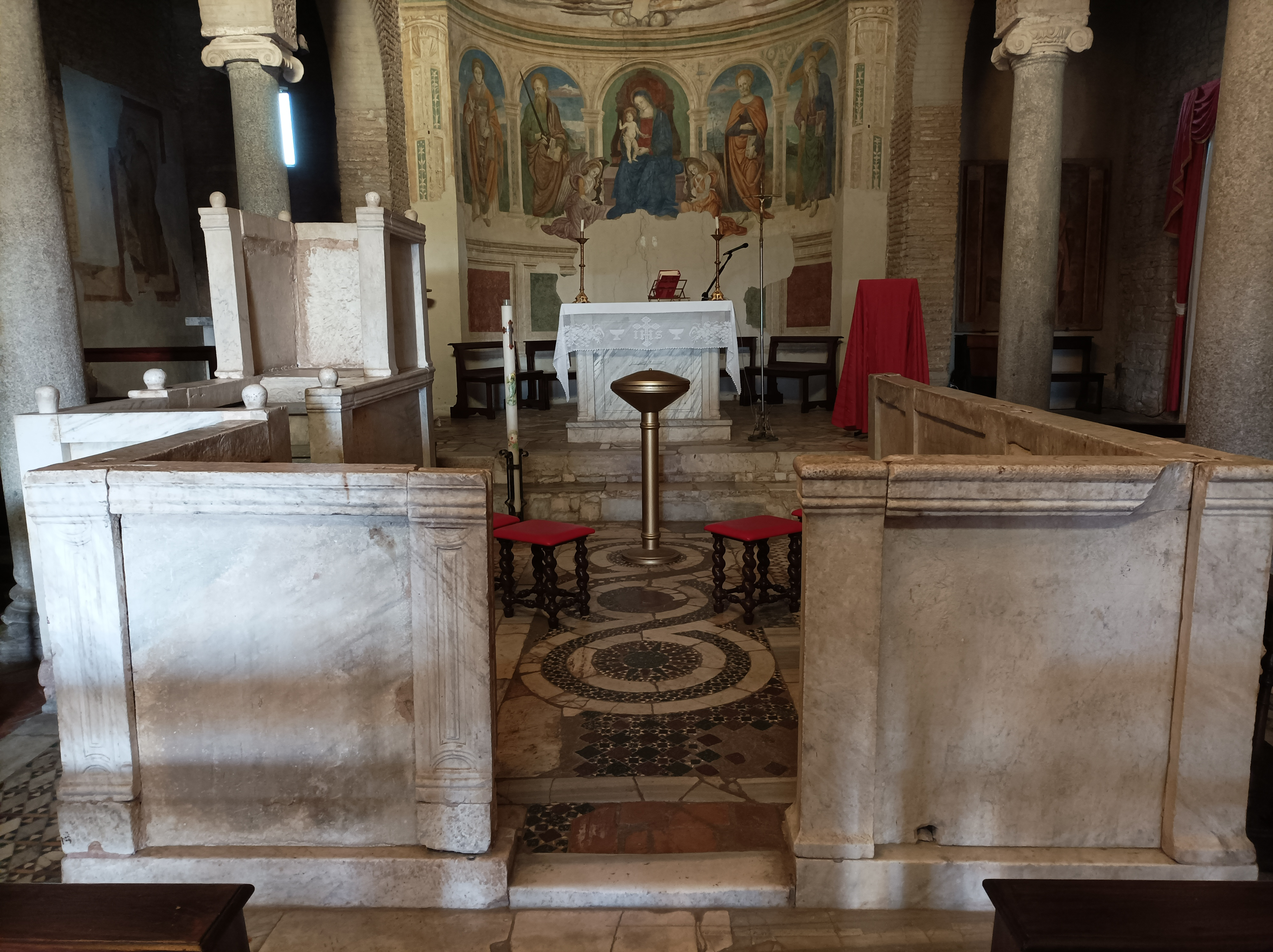
La schola cantorum
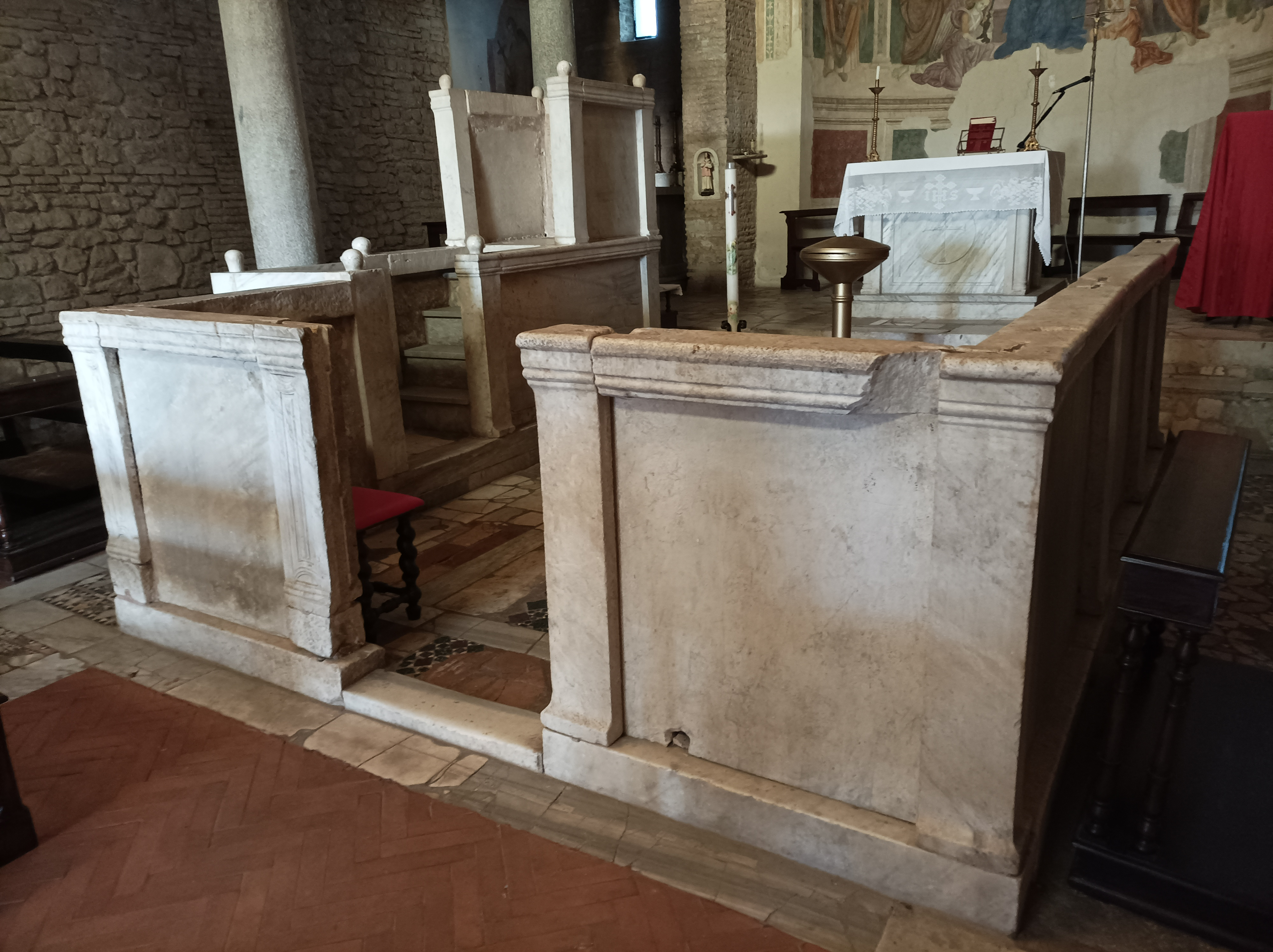
La schola cantorum
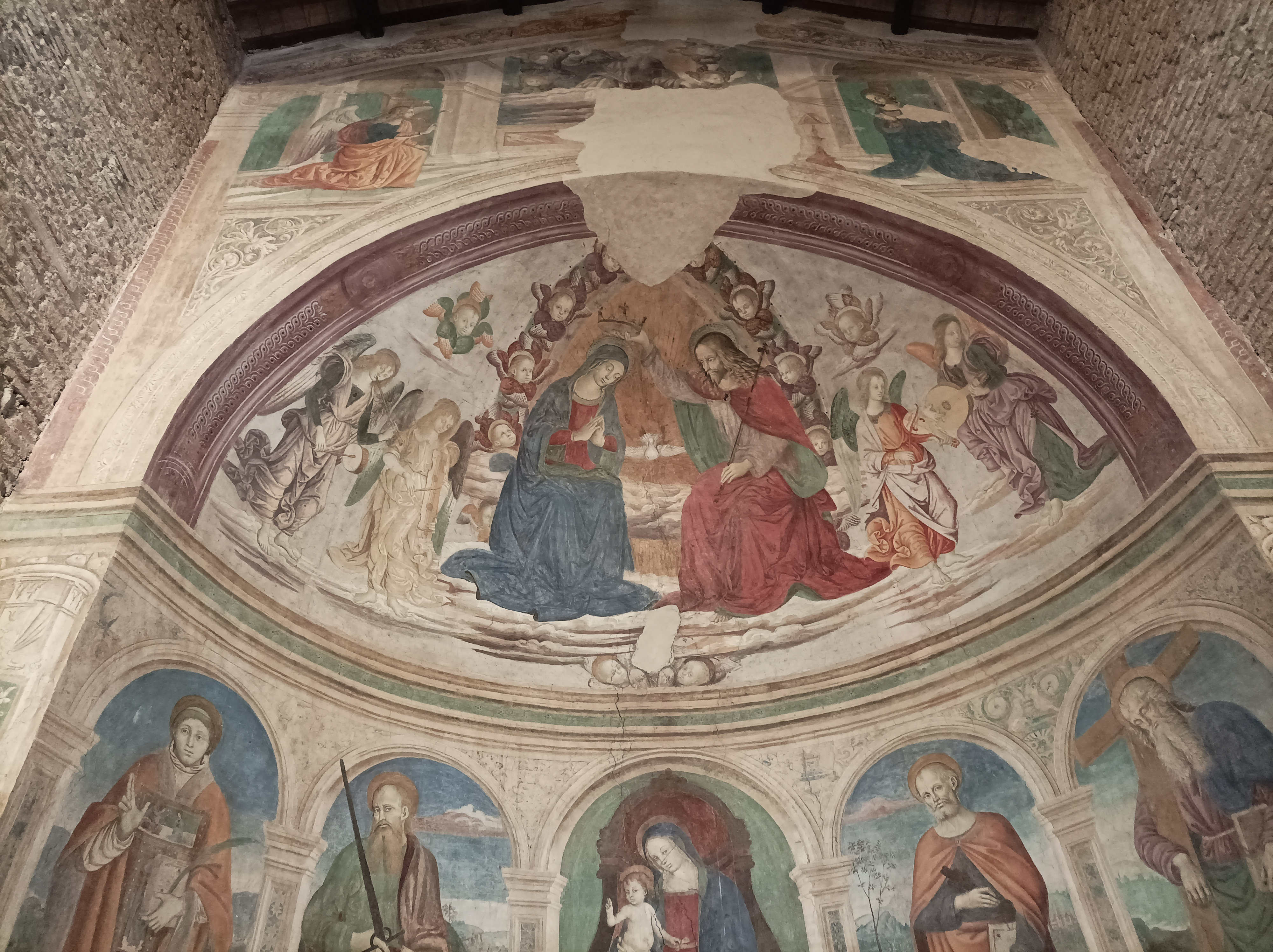
Affreschi dell'abside

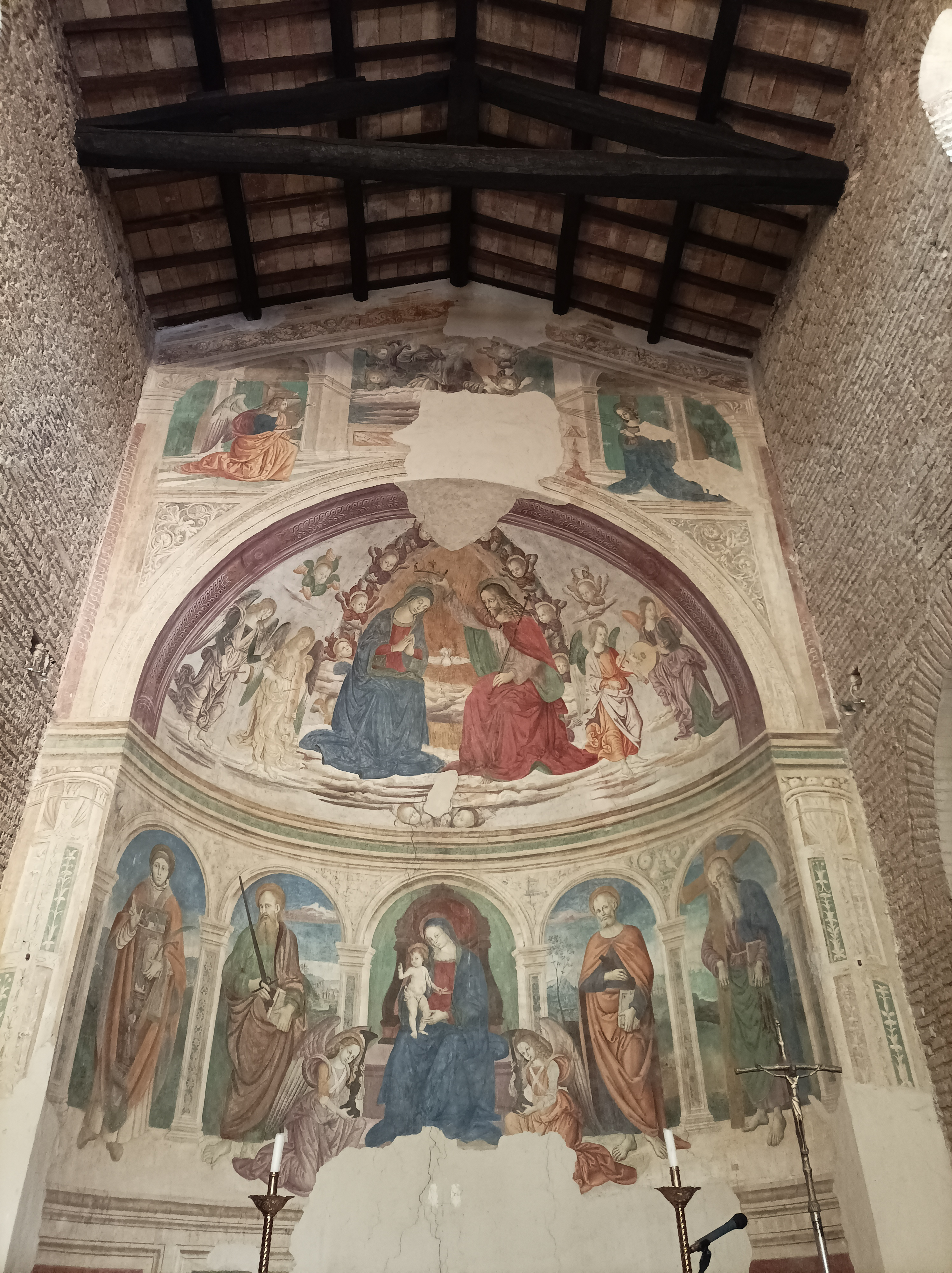
Affreschi dell'abside
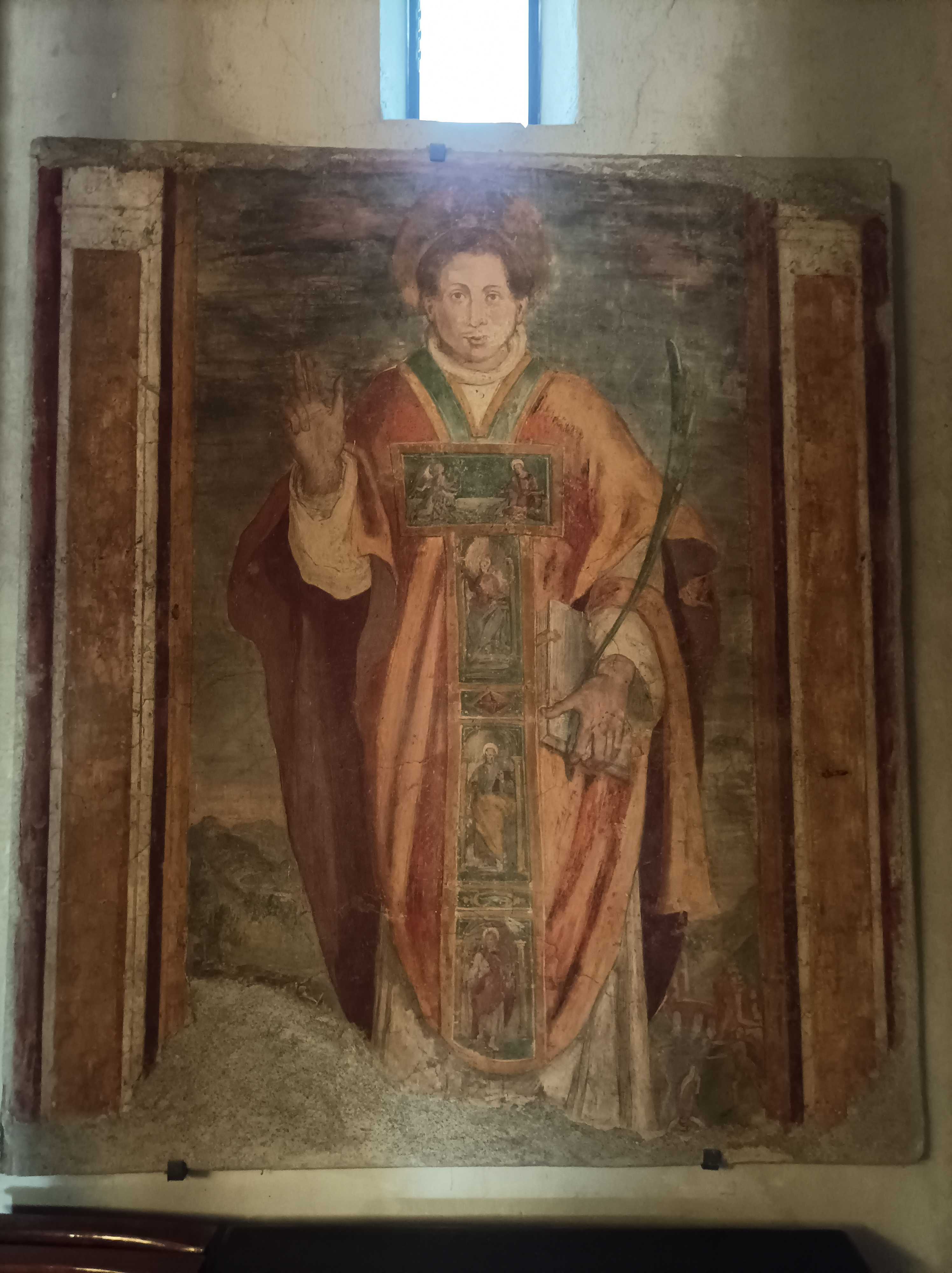
Affresco della navata destra
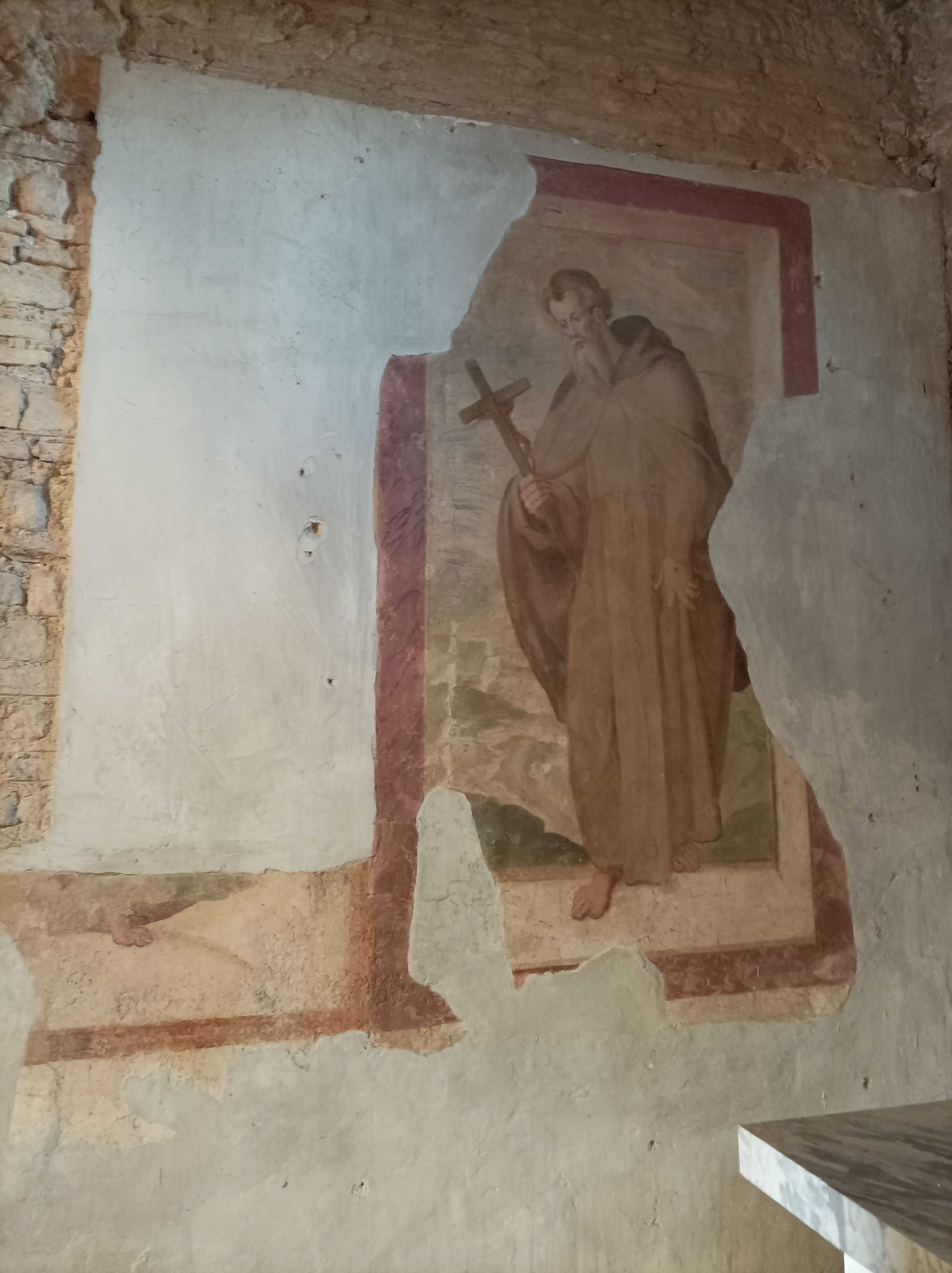
Affresco della navata sinistra
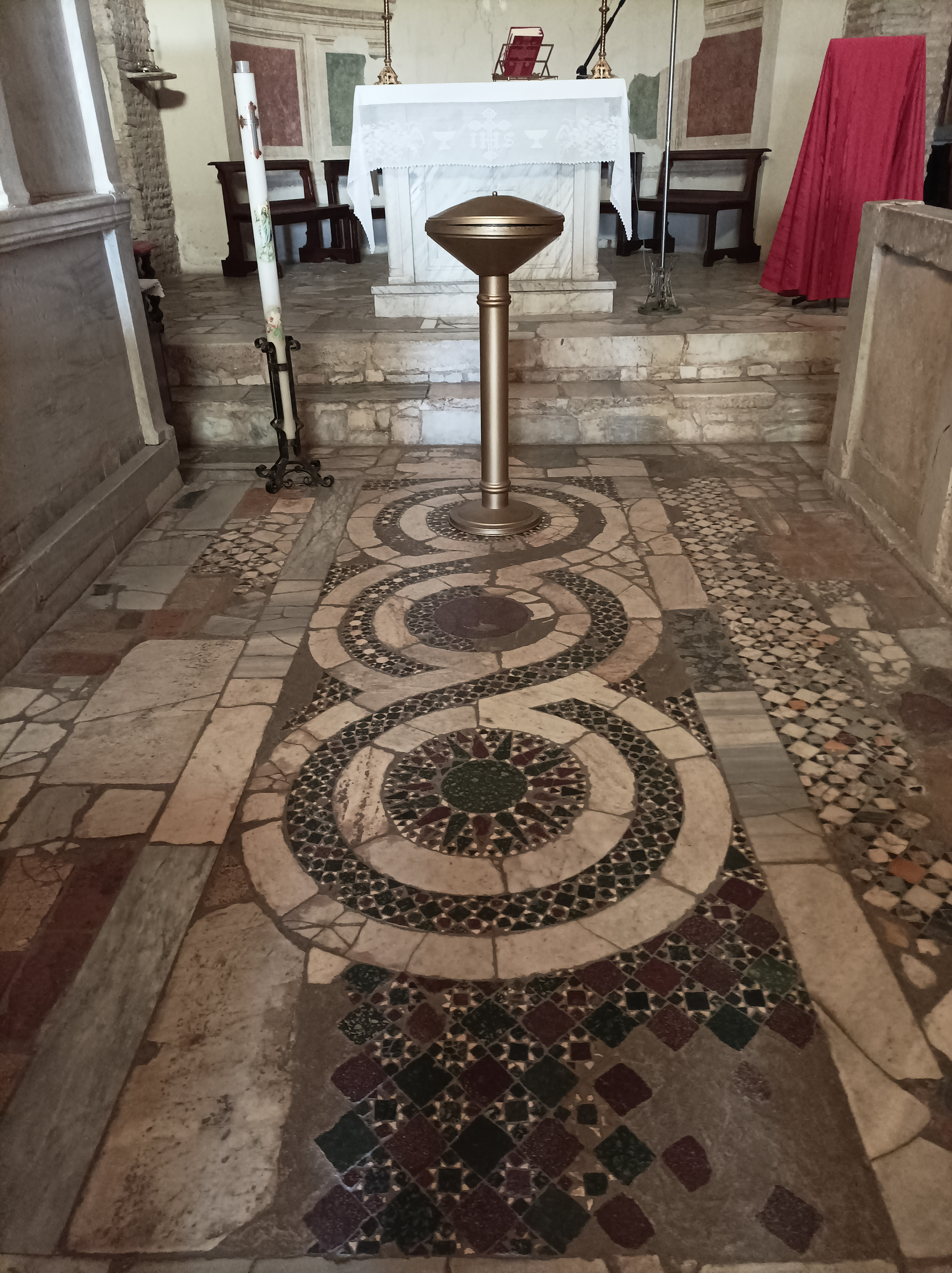
Il pavimento cosmatesco
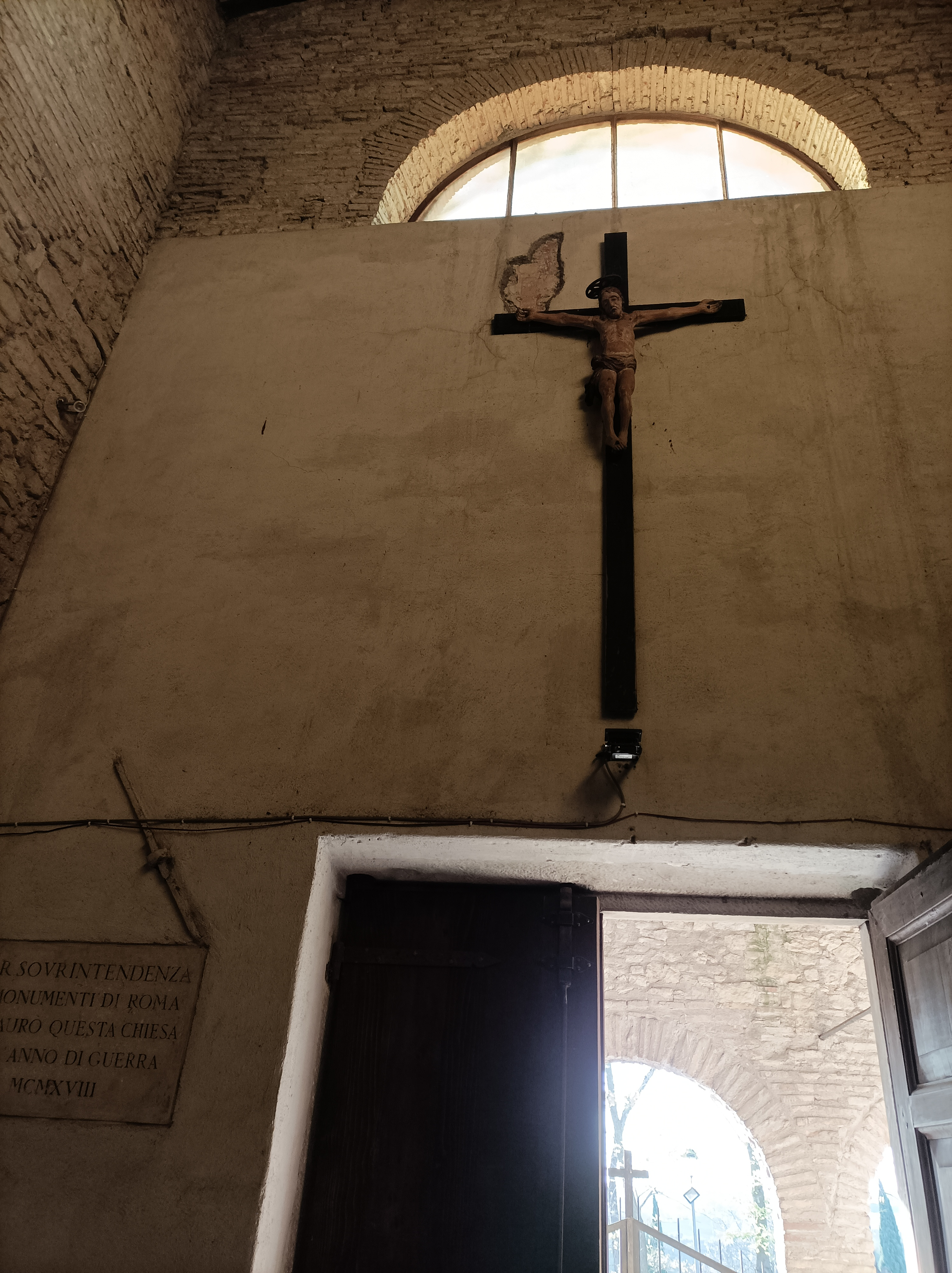
Crocifisso ligneo
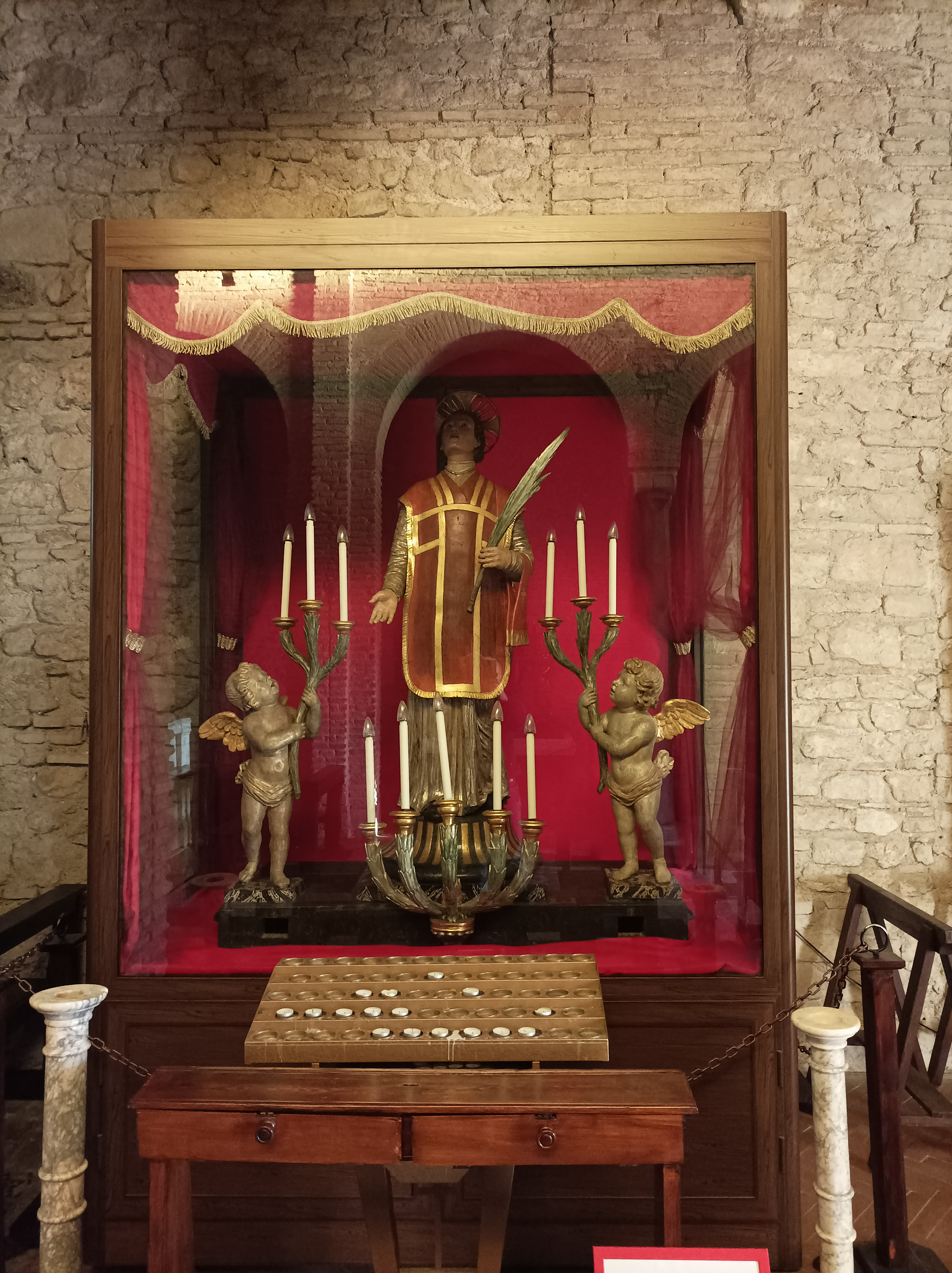
Antica statua del santo
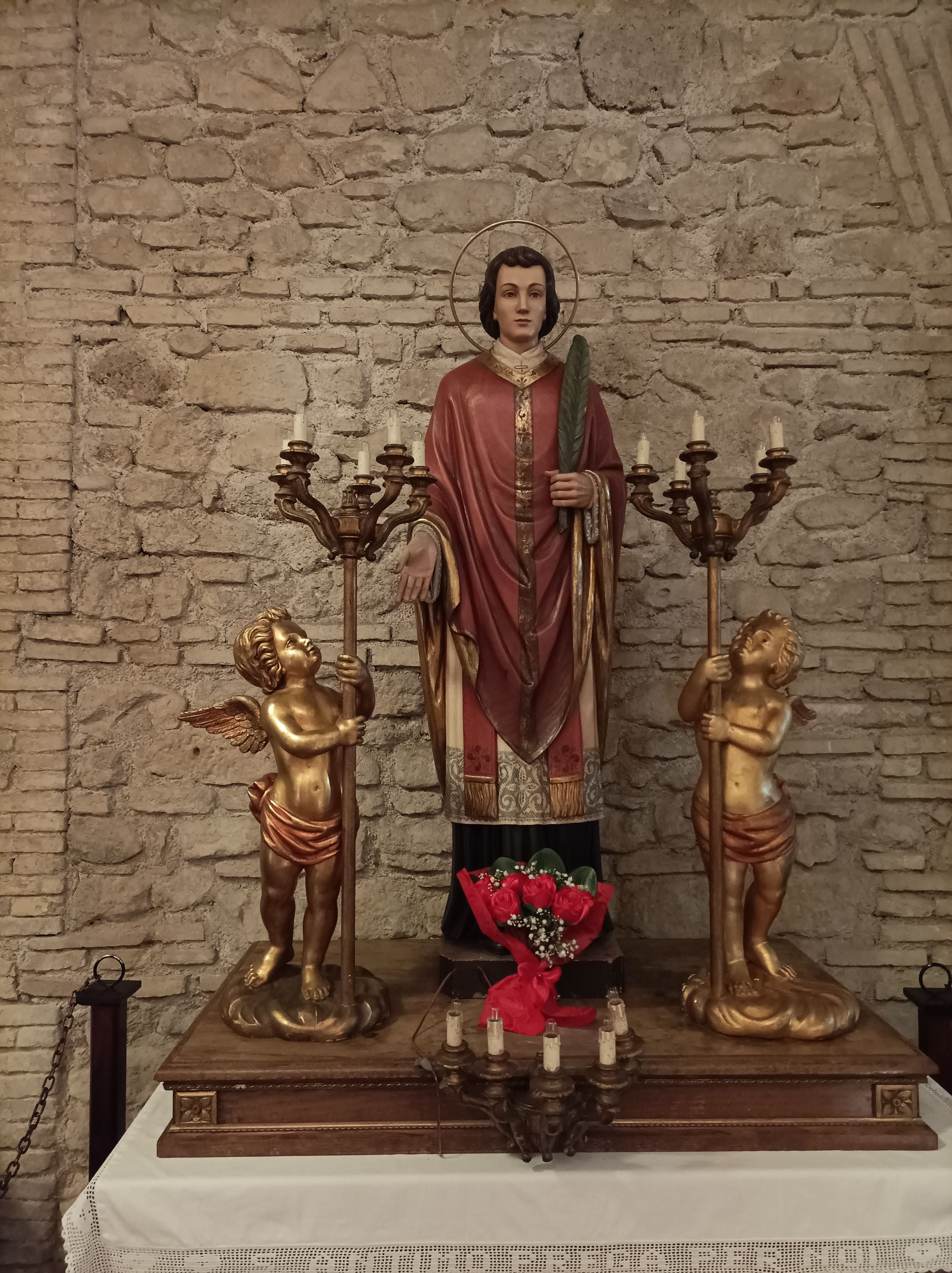
Lla nuova statua del santo